# Georg Christoph Wagenseil
Georg Christoph Wagenseil (Bécs, 1715. január 29. – Bécs, 1777. március 1.) osztrák zeneszerző, a bécsi iskola egyik legjelentősebb képviselője.

## Élete
Egy augsburgi kereskedőcsalád fiaként született Bécsben. Zenei tanulmányait 1736-tól Johann Joseph Fux ösztöndíjas tanítványaként kezdte a bécsi Hofkapellében. Tanulmányai befejeztével Mária Terézia lányainak zongoratanára, majd 1739-től a császárnő udvari zeneszerzője lett. 1741 és 1750 között az anyakirályné, Erzsébet Krisztina zenekarának orgonistája és csembalistája volt. 
Leopold Mozart jegyezte fel 1761-ben, hogy Wolfgang három nappal az 5. születésnapja előtt Wagenseil-zongoradarabot tanult meg. 1762-ben a Schönbrunni kastélyban adott koncertet a gyermek Mozart. Az előadás előtt hívatta Wagenseilt, és arra kérte, hogy lapozzon, mert a mester művét fogja előadni.
Operáinak hatása leginkább Christoph Willibald Gluck műveiben lelhető fel. Tanítványai közé tartozott többek között Johann Baptiste Schenk és Franz Xaver Duschek. Operáit, kórus- és koncertműveit, szimfóniáit és zongoraműveit egész Európában előadták.
Nyomtatásban megjelent művei:
- Suavis artificiose elaboratus musicus continens VI parthias selectas ad clavicembalum compasitas (Bamberg, 1740)
- 18 diverteminti cembalum op. 1-3 (Bécs, 1753)